# Lightning to the Nations
Lightning to the Nations è il primo album in studio del gruppo musicale britannico Diamond Head, pubblicato il 3 ottobre 1980 dalla Happy Face Records, etichetta discografica creata dal gruppo.

## Il disco
È stato registrato nel 1979 (dopo i demo del 1978 e 1979), e fu pubblicato nel 1980. I quattro, non riuscendo a trovare un contratto discografico soddisfacente, e avendo un buon supporto di pubblico, decisero di autopubblicarsi l'album senza aspettare un contratto. Il disco era reperibile ai loro concerti, ma poteva anche essere ordinato per posta. A causa del minor costo di produzione, la copertina era completamente bianca. Per questo è spesso identificato come The White Album. Le prime copie furono personalmente autografate dai quattro componenti, ma non avevano neanche la lista dei brani.

## Influenze
L'album catapultò i Diamond Head tra i principali esponenti delle scene NWOBHM ed ebbe una grandissima influenza su molti gruppi musicali, tra cui Megadeth e Metallica. Questi ultimi reinterpretarono canzoni come The Prince, Sucking My Love, Am I Evil?, It's Electric e Helpless per tutta la loro carriera. Le versioni in studio inserite in alcuni singoli e nell'EP The $5.98 E.P.: Garage Days Re-Revisited furono successivamente inserite nella raccolta Garage Inc.. Come risultato i Diamond Head divennero molto noti tra i fan dei Metallica e questo spinse la Metal Blade Records a ripubblicare il disco nel 1992.

## Recensioni
Nel 2008, la rivista giapponese Burrn! classificò l'album al terzo posto tra gli album con i migliori riff di sempre, dietro Master of Reality dei Black Sabbath e Reign in Blood degli Slayer. Inoltre il Guitarists' Book of Heavy Metal classificò Am I Evil? al quinto posto, dietro al brano The Number of the Beast degli Iron Maiden.
Nel giugno del 2017 la rivista Rolling Stone ha collocato l'album alla quarantaduesima posizione dei 100 migliori album metal di tutti i tempi.

## Tracce
1. Lightning to the Nations – 4:00
2. The Prince – 6:27
3. Sucking My Love – 9:35
4. Am I Evil? – 7:21
5. Sweet and Innocent – 3:13
6. It's Electric – 3:50
7. Helpless – 6:05

Tracce bonus nella riedizione del 1992
1. Shoot Out the Lights – 4:17
2. Streets of Gold – 3:34
3. Waited Too Long – 3:53
4. Play It Loud – 3:31
5. Diamond Lights – 3:31
6. We Won't Be Back – 4:18
7. I Don't Got – 4:20

## Formazione
- Sean Harris – voce
- Brian Tatler – chitarra
- Colin Kimberley – basso
- Duncan Scott – batteria